# 霍庄遗址
霍庄遗址位于山东省东平县新湖镇霍庄村东200米处，为一处古遗址，现为县级文物保护单位。
霍庄遗址位于东平二级湖中，面积达2万平方米。疑似秦代张县、汉代寿良县、寿张县故城遗址。遗址附近存在大量汉墓，且有一些画像石出土。

## 延伸閱讀
- 《东平州志》